# محمد التريكي
محمد التريكي ملحن وقائد جوقة تونسي، ولد في 25 ديسمبر 1899 بتونس (مدينة) وتوفي بها في 27 فبراير 1998.
كان شاهدًا مميّزا لقرن من الموسيقى التونسية، وسجل تاريخها من خلال ثراء عمله وأصالة مسيرته. زامل أكبر أسماء الأغنية التونسية، مثل حبيبة مسيكة أو صليحة أو شافية رشدي أو هناء راشد، إضافة إلى الموسيقيين خميس الترنان وعلي الدرويش والسيد شطة ومحب الموسيقى العربية الأول البارون ديرلانجي.

## حياته
ولد في مدينة تونس بحي باب الجزيرة، في أسرة مولعة بالغناء الصوفي (العيساوية)، وكان يُعتزم أن يواصل التقاليد العائلية وأن يصبح شيخًا في زاوية. ولكن بعد أن درس بالمدرسة وولع بالمالوف، تسجّل بالمدرسة الفرنسية بباب عليوة (المدرسة العلوية) وتعلم الموسيقى على أساس علمي، وكذلك الموسيقى النظرية و الكمان.
انقطع عن الدراسة وحصل على عمل في إدارة الشؤون المالية، مع مواصلته التعلّم الفني على أكبر الموسيقيين التونسيين الذين سبقوه، مثل كمال الخولاي ومحمد المغيربي والسيد شطة، إلخ. استقال عام 1924 من وظيفته وقرر أن يكرس نفسه للموسيقى كعازف كمان، قبل أن يألف أول أغنية له وهي «محلاها المنقالة في إيدك » التي غنتها دليلة الطليانة. ثم انضم إلى حبيبة مسيكة ورافقها خلال إقامته في نيس (فرنسا) عام 1929، وخلال تلك السنة ألف الأغنية الشهيرة التي لاقت نجاحًا كبيرا، وهي «زعمة يصافي الدهر».
منذ عام 1933، بدأ يؤلف للمسرح (مسرح الغناء، أوبرا، موسيقى، إلخ)، ثم التحق بالمدرسة الرشيدية عند تأسيسها عام 1934، كجزء من مشروع لوضع موسيقى أصيلة رفيعة جودة، حيث أصبح قائد فرقة الرشيدية. ألف عام 1938 موسيقى أول فيلم تونسي، مجنون القيروان، ولحّن لصليحة و لفتحية خيري و لحسيبة رشدي، قبل أن يكتشف هناء راشد. ساهم عام 1954 مع الفرقة الرشيدية في تسجيل 12 أغنية مالوف لحساب إذاعة فرنسا.
عُيّن، بعد الاستقلال، لتدريس الموسيقى لصالح الجيش التونسي. كما كان أيضا، في نفس الوقت، يتبنى المواهب الشابة في إطار قدرته الواسعة على الابتكار وتكييف موسيقاه حسب أذواق الجمهور المتغيرة. والدليل على ذلك هي إبداعاته في تلحين أغاني «المغيارة» لنعمة و«ما ابنّك» لعلية عام 1965 و«زهرة الليمون» لسنية مبارك عام 1987.

## أوسمة
تحصل عام 1989، كتتويج لمسيرته الفنية، على الصنف الأكبر من وسام الاستحقاق التونسي. عُيّن عام 1991 مستشارًا موسيقيا للإذاعة الوطنية التونسية. تحصل عام 1996 على شارة القائد لوسام الجمهورية التونسية وعام 1997 على الوشاح الأكبر من وسام الاستحقاق الثقافي.